# Ровена Мередіт
Ровена Мередіт (англ. Rowena Meredith; нар. 27 квітня 1995) — австралійська веслувальниця, бронзова призерка 2020 року.

## Виступи на Олімпіадах
| Олімпіада  | Дисципліна     | Місце |
| ---------- | -------------- | ----- |
| Токіо 2020 | парні четвірки | 3     |
| Париж 2024 | парні четвірки | 8     |

## Зовнішні посилання
- Ровена Мередіт на сайті Міжнародної федерації веслувального спорту

1. 1 2 3  Rowena Meredith
2. ↑  https://www.olympics.com.au/olympians/rowena-meredith/
3. ↑  https://olympics.com/tokyo-2020/olympic-games/en/results/rowing/athlete-profile-n1348964-meredith-rowena.htm